# بایکو
بایکو (انگلیسی: Byco) شرکت پالایش نفت پاکستانی است، که در سال ۱۹۹۵ تأسیس شد.